# Killer7
Killer7 (キラー7?, Kirā 7) è un videogioco sviluppato da Grasshopper Manufacture e pubblicato nel 2005 da Capcom per Nintendo GameCube e PlayStation 2. Prodotto da Shinji Mikami e ideato da Gōichi Suda, il gioco è un misto tra un videogioco d'avventura e un videogioco d'azione. Nel 2018 il gioco ha ricevuto una conversione su Steam.
Killer7 è il quinto e ultimo titolo della serie Capcom Five, annunciato nel 2002 insieme a Resident Evil 4.

## Trama
Il videogioco è suddiviso in sette capitoli ed ambientato in un futuro alternativo non troppo lontano in cui un'organizzazione terroristica chiamata Heaven Smile ha intenzione di seminare il panico tra le nazioni. Il capo dell'organizzazione è il dio Kun-Lan capace di trasformare qualunque persona in un mostro kamikaze, invisibile all'occhio umano e pronto a farsi saltare in aria. Un gruppo di assassini denominati Killer7 (Noti anche come Smith Syndicate) viene incaricato dal governo statunitense di eliminare l'organizzazione criminale. Il capo del gruppo è Harman Smith, anch'esso un dio capace di assorbire le personalità delle persone defunte.

### Target00: Angel
Il primo capitolo si svolge nella città di Seattle e vengono introdotti i protagonisti del gioco, gli Smith, e i principali antagonisti, gli Heaven Smile. Ai Killer7 viene affidato l'incarico di ripulire l'edificio multifunzione "CELTIC" infestato dagli Heaven Smile. Viene rivelato che gli Smith sono in grado di vedere una serie di spiriti di loro precedenti vittime tra cui Iwazaru, che darà consigli al giocatore, Travis, che spiegherà la storia degli Smith e Yoon-Hyun, che aiuterà i Killer7 negli enigmi in cambio di sangue. Dopo un intenso combattimento all'interno del complesso residenziale gli Smith si imbattono nell'Angelo che ha generato i vari Smile presenti nell'edificio e lo eliminano sparando a 4 volti presenti sulla sua schiena. Dopo lo scontro, viene rivelato che l'Angelo in questione non era altro che un "trucco" generato da Kun-Lan.

### Target01: Sunset
All'inizio del capitolo un gruppo di alti funzionari del Dipartimento della difesa degli Stati Uniti d'America rileva una enorme quantità di missili nucleari diretti verso il Giappone che, essendo incerti sul dover dare l'ordine di intercettare i missili o meno, consultano il Presidente. Intanto, I Killer7 vengono incaricati di eliminare Toru Fukushima, il segretario del partito di maggioranza giapponese ovvero l'UN Party (che non ha niente a che vedere con le Nazioni Unite, bensì si tratta di un gruppo che vuole riunire tutte le nazioni del mondo sotto la guida del Giappone). Gli Smith raggiungono un ristorante giapponese a Washington D.C di proprietà di Fukushima e affrontano i vari Heaven Smile presenti al suo interno per poi arrivare a confrontarsi con quest'ultimo. L'incontro viene bruscamente interrotto dall'assistente di Fukushima, Julia Kisugi, che si rivela essere una spia del Partito Liberale alla ricerca del Yakumo Cabinet Policy, un documento che contiene istruzioni precise su come rendere il Giappone la guida delle altre nazioni (si presuppone che esso sia anche dotato di alcuni poteri magici).

### Target02: Cloudman
In questo capitolo viene introdotto il personaggio di Andrei Ulmeyda, il presidente della azienda farmaceutica First Life Inc. e sindaco del complesso di Ulmeyda City. Ulmeyda improvvisa un delirante monologo sulla gioventù mentre viene ripreso da un'emittente televisiva e, una volta finito, fa saltare in aria uno stadio in cui era in corso un concerto. Prima di congedarsi sfida direttamente Garcian Smith, invitandolo a "trovarlo" e ad ucciderlo. I Killer7 allora si recano in Texas nella città costruita da Ulmeyda, anch'essa infestata da Heaven Smile. Gli Smith riescono a farsi strada all'interno della città e raggiungono la sede della First Life, che si rivela essere un gigantesco cartonato che nasconde la vera residenza di Ulmeyda, ovvero una piccola roulotte. L'uomo affronta i Killer7 e racconta di come esso si fosse sottoposto a una serie di iniezioni di virus e malattie varie e come fosse riuscito a trovare ogni volta un vaccino, tuttavia Ulmyeda si rivela essere terrorizzato dal virus dell'Heaven Smile e implora Garcian di ucciderlo prima che contragga il virus. Improvvisamente interviene l'esercito degli Stati Uniti, che cattura e infetta Andrei con il virus dell'Heaven Smile, facendolo trasformare in un mostro che elimina tutti i soldati facendo piovere sangue infetto. Dopo una lunga e surreale battaglia all'interno di un complesso di ambulanze, i Killer7 riescono ad eliminare la mostruosa mutazione di Ulmeyda.

### Target03: Encounter
Il capitolo si apre con un massacro all'interno della sede del United States Immigration and Customs Enforcement in cui un individuo vestito di bianco uccide tutti i presenti eccetto una bambina. Viene rivelato che l'autore del massacro è Curtis Blackburn, un criminale trafficante di organi di bambini orfani che ha contribuito alla creazione di nuovi tipi di Heaven Smiles e che diventa il nuovo bersaglio dei Killer7. Il gruppo raggiunge il parco divertimenti di ISZK-LAND dove si presuppone che avvengano le operazioni di trasferimento di orfani di Blackburn, aiutato dal Bureau dell'Immigrazione. Dopo aver ripulito l'area dagli Heaven Smile il gruppo affronta AYAME Blackburn, la bambina risparmiata da Blackburn durante il massacro precedente, armata di un MP5. I Killer7 sembrano avere la meglio, tuttavia AYAME riesce a fuggire a bordo di un autobus scolastico pieno di orfani. Gli Smith allora raggiungono la residenza di Blackburn e, dopo aver affrontato i vari Heaven Smiles, uccidono AYAME dopo un breve scontro a fuoco e raggiungono il laboratorio dove Curtiss praticava la tassidermia con i cadaveri delle sue vittime. Dan affronta Blackburn in un duello e lo uccide, facendo cadere il suo corpo nella macchina tassidermatrice che imbalsama il suo cadavre.

### Target04: Alter Ego
In questo capitolo i Killer7 vengono incaricati di eliminare un gruppo di terroristi con le sembianze del gruppo degli Handsome Men, un gruppo di 9 super eroi simili ai Super Sentai in cui ogni componente del gruppo ha un proprio colore (Handsome Red, Handsome Pink etc.). Gli Smith si recano in un paese della Repubblica Domenicana alla ricerca di Trevor Pearlharbor, l'autore del manga e il presunto capo degli Handsome Men. Il piccolo borgo è infestato dagli Heaven Smiles, ma i Killer7 riescono comunque a trovare la casa di Pearlharbor dove viene rivelato che il mangaka non è il capo del gruppo di eroi, bensì possiede delle capacità profetiche ed è in grado di prevedere il futuro prossimo. Tuttavia, l'incontro tra Pearlharbor e Dan Smith viene interrotto dall'irruzione di un membro degli Handsome Men, Handsome Black, che cercando di uccidere Dan finisce col colpire per errore Trevor. I Killer7 e gli Handsome Men decidono di regolare i conti a Broadway con dei duelli individuali tra i membri di entrambe le fazioni. I Killer7 riescono a prevalere, tuttavia dopo un confronto tra Garcian Smith e l'hacker LOVE Wilcox il capitolo si conclude ambiguamente, vengono infatti mostrati i titoli di coda del gioco online killer7: Hardboiled Shooting Action e Kun-Lan lascia cadere un controller, rivelando che l'intera vicenda non era altro che un Proxy Fight tra lui e Harman.

### Target05: Smile
Questo capitolo ruota intorno alla identità dell'enigmatico Emir Parkreiner e del ruolo della Coburn Elementary School all'interno delle elezioni americane. Nella prima parte della missione, gli Smith vengono inviati a ripulire l'Hotel Union a Philadephia e di uccidere Kenjiro Matsuoka, il leader dei giapponesi sopravvissuti all'attacco nucleare di Sunset. Il luogo pullula di Heaven Smiles, tuttavia due misteriose figure rivelano a Garcian che Matsuoka non è lì, e che deve recarsi alla Coburn Elementary School per apprendere la verità. I Killer7 si recano nella scuola e si imbattono in una serie di cassette lasciate dall'agente dell'FBI "Holbert" che fanno luce sul fatto che la scuola sia in realtà gestita dal governo di un'altra nazione e che gli studenti vengono manipolati dallo Yakumo e assegnati a dei posti di governo all'interno degli Stati Uniti. Tuttavia, prima di poter giungere a una conclusione Holbert viene ucciso da Emir Parkreiner che si rivela essere un giovane assassino manipolato dalla Cobrun. Garcian intanto affronta il preside della scuola Benjamin Keane a una sida di roulette russa, uscendone vincitore. I Killer7 entrano nella palestra della scuola dove trovano Matsuoka di fronte al cadavere impiccato del Ministro dell'Educazione americano Greg Nightmare, che improvvisamente riprende vita grazie al virus dell'Heaven Smile e attacca gli Smith. Alla fine del duello l'unica personalità sopravvissuta, Garcian, torna all'Union Hotel e scopre la vera storia dell'hotel: esso era il luogo dove tutti i membri dei Killer7 erano stati massacrati da Emir Parkreiner. Inoltre, Garcian apprende che il vero controllore delle elezioni americani è lo stesso Ministro dell'Educazione, in quanto i voti vengono sorteggiati nelle scuole e aggiustati secondo la volontà di quest'ultimo. Nel finale del capitolo, Garcian scopre di essere egli stesso una personalità di Emir e, quindi, di essere egli stesso il carnefice degli altri Killer7.

### Target06: Lion
Nel capitolo conclusivo Garcian tre anni dopo gli eventi di Smile ha completamente risvegliato la personalità di Emir e si reca a Battleship Island per eliminare l'ultimo Heaven Smile rimasto, ma viene fermato da Matsuoka che lo pone di fronte a una scelta: ucciderlo e permettere agli Stati Uniti di essere la prima potenza mondiale oppure risparmiarlo e permettere al Giappone di vendicarsi. In base alla scelta del giocatore, il capitolo si conclude in due modi differenti, tuttavia Emir riesce comunque a raggiungere l'ultimo Heaven Smile, che si rivela essere Iwazaru.

## Personaggi
Il protagonista di Killer7 è Harman Smith, fondatore e capo del gruppo di killer. In apparenza un settantenne costretto alla sedia a rotelle, in realtà nasconde sette identità differenti, rappresentanti le anime delle persone da lui uccise. Le sette personalità di Harman sono:
Garcian Smith
Unica dalle sette identità in contatto con Harman, è l'elemento di spicco del gruppo e può resuscitare i compagni ed è in grado di rilevare gli Heaven Smile.
Dan Smith
Dotato di una potente Colt Python, sembra odiare Harman Smith.
Con Smith
Cieco e capace di entrare nei cunicoli più stretti. Possiede due pistole automatiche.
Mask de Smith
Luchador mascherato, dotato di due lanciagranate, è in grado di superare gli ostacoli grazie alla sua forza fisica.
Coyote Smith
Abile scassinatore, è dotato di un'agilità fuori dal comune. Utilizza lo stesso tipo di pistola di Dan Smith.
Kaede Smith (墨州楓?)
L'unica presenza femminile del gruppo, è dotata di una pistola automatica con mirino laser] Di origini giapponesi, è in grado di assumere poteri utilizzando il suo sangue, che le macchia il vestito altrimenti bianco.
Kevin Smith
Albino, è l'unico personaggio che non parla e non utilizza armi da fuoco, essendo in possesso un pugnale. Ha l'abilità di rendersi invisibile.

## Modalità di gioco
Una volta terminato il gioco viene sbloccata la modalità Killer 8, in cui è possibile utilizzare un giovane Harman Smith armato con un fucile mitragliatore Thompson.